# Dactylorhiza urvilleana
Dactylorhiza urvilleana là một loài thực vật có hoa trong họ Lan. Loài này được (Steud.) H.Baumann & Künkele mô tả khoa học đầu tiên năm 1981.